# ポール・マグロワール
ポール・ウジェーヌ・マグロワール（Paul Eugène Magloire、1907年7月19日 - 2001年7月12日）、通称ボン・パパ (Bon Papa)は、1950年から1956年にかけてハイチを統治した軍事政権の指導者。

## 経歴
マグロワールは、将軍の息子として生まれ、自身も1930年に陸軍に入った。早々と昇進を重ね、1944年にはポルトープランスの警察署長となった。1946年にはエリ・レスコー大統領を打倒したクーデターに加わった。それによって政権に就いたデュマルセ・エスティメ大統領が、1950年に任期延長を画策した際、マグロワールはエスティメを追放し、地域のエリート層の支持を得て政権を獲得した。
マグロワールが統治した時期のハイチは、欧米各地から観光客を集める人気の観光地となった。マグロワールの反共政策は、アメリカ合衆国政府にも支持された。さらに彼は、コーヒーの輸出から得られた収入を、都市の補修や、道路、公共施設、ダムなどの建設に用いた。さらに、婦人参政権の導入も果たされた。マグロワールは、派手な社交生活を好み、数多くのパーティーや社交行事、儀式などを催した。
1954年、ハリケーン・ヘイゼルがハイチに壊滅的な被害をもたらし、その救援基金が盗難に遭う事態となって、マグロワールの人気は失墜した。1956年には大統領任期の終了をめぐって論争となり、ストライキと抗議デモが繰り広げられる中、マグロワールは国外に逃亡した。その後、大統領となったフランソワ・デュヴァリエは、マグロワールのハイチ市民権を剥奪した。
1986年、ベビー・ドクことジャン＝クロード・デュヴァリエが権力を失うと、マグロワールはそれまで住んでいたニューヨークからハイチに帰還した。その2年後、マグロワールは非公式な陸軍顧問となった。マグロワールは2001年に死去した。 私生活では、ヨレット・ルコンテ (Yolette Leconte) と、1981年に彼女が死去するまで連れ添った。

## 関連文献
- Nicholls, David (1979). From Dessalines to Duvalier: Race, Colour, and National Independence in Haiti. ISBN 978-0-8135-2240-1
- Trouillot, Michel-Rolph (1989). Haiti: State Against Nation. Monthly Review Press. ISBN 978-0-85345-755-8

| 公職                  | 公職                               | 公職                                  |
| --------------------- | ---------------------------------- | ------------------------------------- |
| 先代 フランク・ラボー | ハイチ共和国大統領 1950年 - 1956年 | 次代 ジョセフ・ネムール・ピエル・ルイ |